# Estrecho de Surigao
El estrecho de Surigao (en inglés, Surigao Strait) es un estrecho marino, localizado en el archipiélago filipino, que separa las islas de Dinágat, Leyte y Mindanao. Conecta al mar de Bohol con el golfo de Leyte, con el mar de Filipinas. 

## Comunicaciones
El paso es cruzado por transbordadores que transportan vehículos, mercancías y personas entre las Bisayas y Mindanao corresponde a la autopista Marhalika denominada oficialmente Pan-Philippine Highway, una red viaria de 3517 kilómetros (2185 millas) de caminos, puentes y servicios de ferry que conectan las islas de Luzón, Samar, Leyte y Mindanao en las islas Filipinas, auténtica columna vertebral de transporte del archipiélago.

## Historia
En marzo de 1521, durante la primera circunnavegación de la Tierra, Fernando de Magallanes y su tripulación fueron los primeros europeos en navegar a través del Estrecho.

"...SURIGAO: (paso ó estrecho de): hállase este estrecho al N. de la isla de Mindanao, á cuyo estremo septenrional ó sea á la punta Banaján contesta la punta S. de la isla de Panaón, distante unas 3 leg. que es el ancho de este estrecho, por donde se juntan los mares de Visaya y el oriental del archipiélago fdipino. Antiguamente le atravesaban todas las embarcaciones que iban de Nueva España á este archipiélago..."
Buzeta y Bravo, Tomo 2, página SUM 435 SUR.

La batalla del estrecho de Surigao se libró en este lugar durante la Segunda Guerra Mundial, el 24 de octubre de 1944.